# Charlotte Karlsson (tyczkarka)
Charlotte Karlsson (ur. 22 lipca 1982) – szwedzka lekkoatletka specjalizująca się w skoku o tyczce.

## Osiągnięcia
- medalistka mistrzostw kraju w różnych kategoriach wiekowych (w tym złota medalistka w kategorii seniorów – 1998)
- była rekordzistka Szwecji (3,71 – 25 lipca 1998, Sztokholm)[1]

## Rekordy życiowe
- skok o tyczce (stadion) – 3,77 (2000)
- skok o tyczce (hala) – 3,88 (2001)